# イオフィエル
イオフィエル（ヘブライ語：יופיאל ）は、『旧約聖書』に登場する智天使の一人である。
ヨフィエル、ゾフィエル、ジョフィエルなどとも呼ばれ、英語の表記もIophiel、Iofiel、Jofiel、Yofiel、Youfiel、Zophielなど複数ある。

## 概要

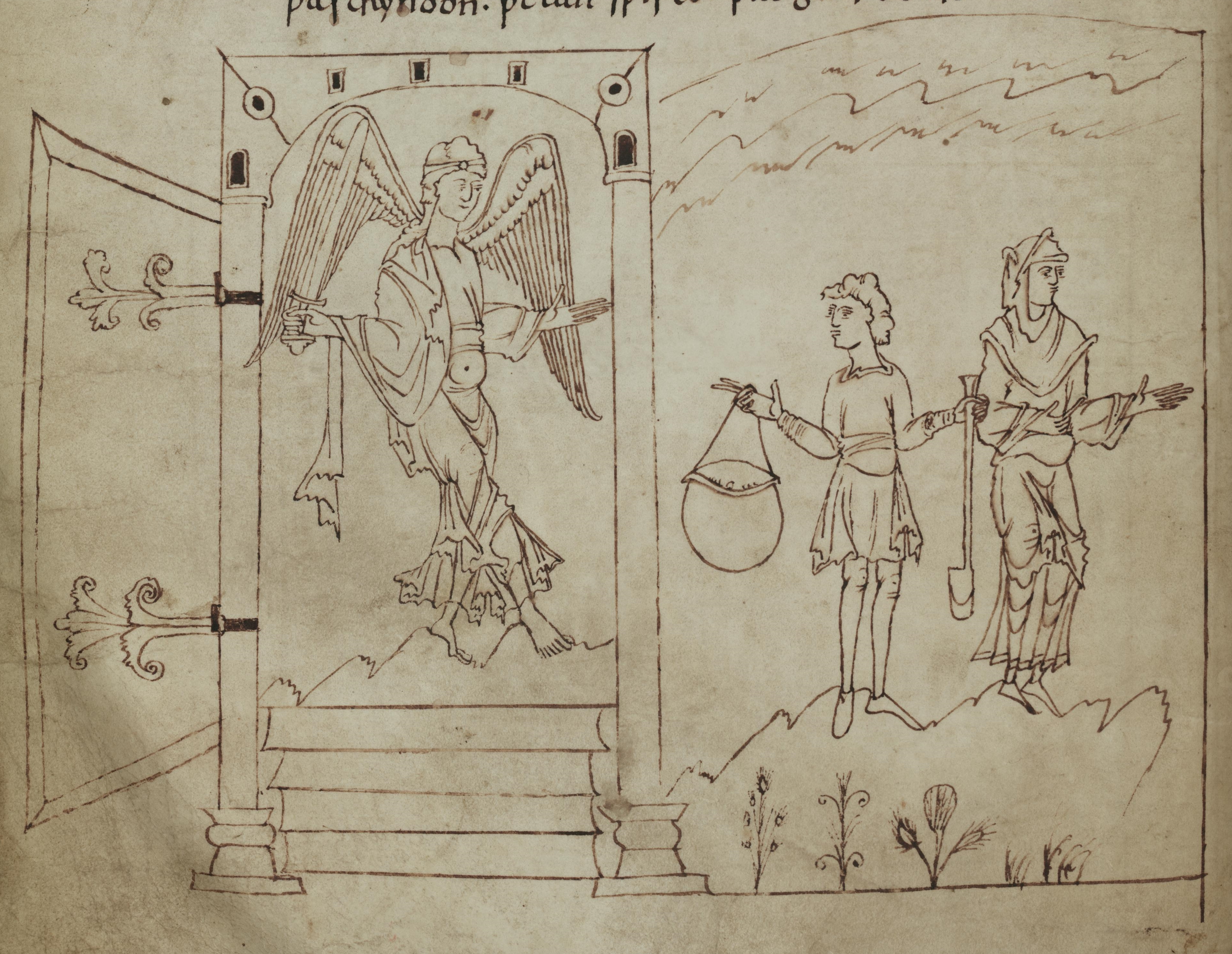
アダムとイヴを楽園の外に連れ出したイオフィエル

智天使の指導者として位置づけられており、「エゼキエル書」では四つの顔、四つの腕、四つの翼を持つ者とされている。その名は「神の美」を意味しており、木星の天球層に関連して、カバラの古い資料と魔法陣を用いてアグリッパが定めたインテリジェンスの天使の名でもある。 
アダムとイヴを楽園の外に連れ出したとされる天使と言われており、メタトロンの仲間の1人として天使の503軍団を指揮したともされる。 